# 梶山氏

家紋 丸に立ち梶の葉

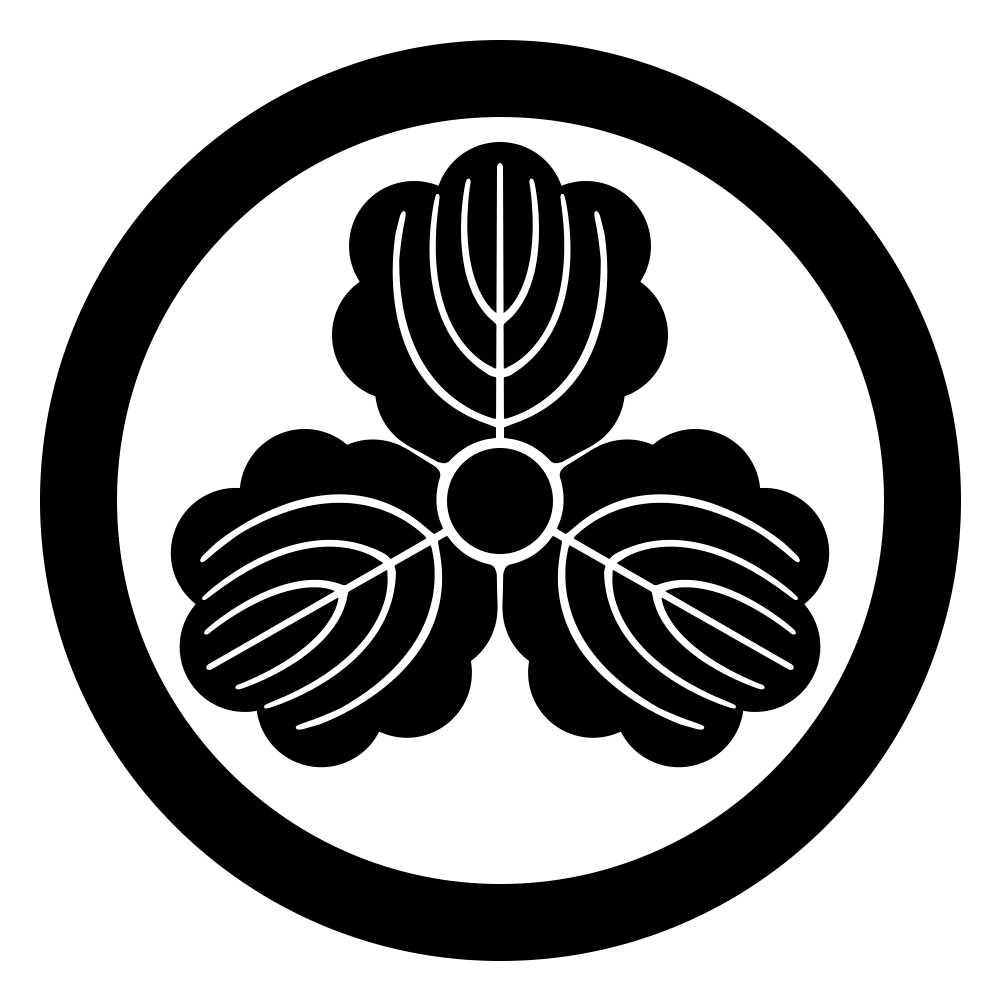
家紋 丸に三つ柏

家紋 丸に違い鷹の羽

梶山氏（かじやまし）は日本の氏族。

## 桓武平氏大掾氏一門鹿島氏分流 梶山氏
梶山氏の本姓は平氏。家系は常陸平氏大掾氏の一門・鹿島氏の庶流といい、鹿島三郎政幹の子、中居四郎時幹の次男 時家が梶山姓を名乗ったのがはじまりとされる。家紋は丸に違い鷹の羽、丸に立ち沢潟。
```
系譜 鹿島三郎政幹―中居四郎時幹―梶山次郎時家
```

応永3年（1396年）、梶山幹継なる者あり、掃部介と称すと『鹿島文書』に見え、同年に記された『神宮寺言上目安状』に梶山幹継が社領を横領するとある。
この他、佐竹氏の家臣としてもその家系が確認される他、その一族、梶山肥後は佐竹家臣 小野岡義従に仕えるよう命じられ、秋田転封に随行し、子孫は秋田藩士 小野岡氏の家臣として存続したという。
```
系譜 梶山肥後―肥介
```

## 幕末維新期の梶山氏
- 梶山敬介　久慈郡稲木村の百姓。天狗党の乱に加わり、幕府軍に捕えられる。慶応元年（1865年）2月15日、越前国敦賀で斬首。享年21。靖国神社合祀[5]。

- 梶山秀蔵 水戸藩士 安島俊次郎の変名。俊次郎は戊午の密勅に絡む水戸藩密勅事件にて井伊直弼の暗殺を企てるなど、桜田門外の変に加担した[6]